# Джон Артур Пейдж
Джон Артур Пейдж (англ. John Arthur Paige; 2 грудня 1911 Індіанаполіс — 21 грудня 1987 Сан-Клементе, США) — американський актор, диктор телебачення і політичний кореспондент. За своє життя встиг знятися в 87 фільмах, також був частим гостем на телебаченні. Був єдиним актором, який співав у фільмі разом з Діною Дурбін.

## Біографія
Джон Артур Пейдж народився 2 грудня 1911 року в Індіанаполісі, штат Індіана, США. І вже в 1934 році, у 23-річному віці він дебютував в кіно у фільмі «You can not buy everything». Його зовнішність і голос протягом усього життя допомагали добиватися головних ролей у багатьох фільмах і серіалах в кінематографі та телебаченні. У 1936 році, щоб уникнути плутанини з ще одним актором, який на той час також швидко набирав популярність Джоном Пейном Пейдж взяв псевдонім Девід Карлайл.
У період з 1934 по 1938 рік він в основному працював з Warner Bros. і Republic Pictures. Однак, вже в середині 1938 року підписав контракт з Columbia Pictures, після чого взяв псевдонім Роберт Пейдж. Після завершення контракту він якийсь час працював з Paramount Pictures, але вже в 1941 році перейшов на роботу в Universal Pictures, де він швидко став однією із зірок компанії. Він брав участь в зйомках як романтичного кіно, так мюзиклів і комедій. Але вже в 1946 році, після реорганізації Universal Pictures він покинув компанію.
У 1947 році став кінопродюсером, почавши активно працювати на телебаченні, а вже через два роки, в 1949 році Джон дебютував як кінорежисер, знявши фільм «The Green Promise»
Джон Пейдж, також, став останнім ведучим естрадного серіалу NBC «The Colgate Comedy Hour», а в 1955 році отримав премію Еммі, в нині неіснуючої номінації «За кращу чоловічу особистість»
З 1960 року був телеведучим на 7-му каналі KABC-TV в Лос-Анджелесі. А зйомки у фільмах припинив після 1963 року. Останніми його фільмами стали «The Marriage-Go-Round» і «Bye Bye Birdie».
З 1966 по 1970 роки Пейдж була журналістом і політичним кореспондентом в ABC News в Лос-Анджелесі та працював у відділі зв'язків з громадськістю. А в кінці 1970-х років Джон Пейдж вийшов на пенсію.

## Особисте життя
Джон Артур Пейдж за своє життя був одружений тричі. Перший його шлюб був з Бетті Хеннінг з 1940 по 1960 рік. Другий його шлюб був з Джоан Ладден з 1962 по 1977 рік. Під час цього шлюбу у 1950 році у нього народилася єдина дочка на ім'я Коллін Пейдж. Вона експерт з питань способів життя домашніх тварин, є автором і засновником Національного дня собак. Зараз вона проживає в Лос-Анджелесі, штат Каліфорнія, зі своєю сім'єю та улюбленими тваринами. А його третій шлюб був з Максін Хоппе з 1985 року і тривав до самої його смерті в 1987 році.
Роберт Пейдж раптово помер від аневризми аорти в 1987 році, у віці 76 років. Після смерті він був похований на Хрестовоздвиженському кладовищі в Калвер-Сіті, Лос-Анджелес, Каліфорнія, поряд зі своєю останньою дружиною.

## Фільмографія
- You Can't Buy Everything (1934)
- Crime of Helen Stanley (1934)
- Annapolis Farewell (1935)
- Hearts in Bondage (1936)
- Cain and Mabel (1936)
- Rose Bowl (1936)
- Smart Blonde (1937)
- Once a Doctor (1937)
- Melody for Two (1937)
- The Cherokee Strip (1937)
- Rhythm in the Clouds (1937)
- Meet the Boyfriend (1937)
- Talent Scout (1937)
- Sergeant Murphy (1938)
- The Kid Comes Back (1938)
- Who Killed Gail Preston? (1938)
- When G-Men Step In (1938)
- There's Always a Woman (1938)
- The Main Event (1938)
- Highway Patrol (1938)
- The Lady Objects (1938)
- I Stand Accused (1938)
- The Last Warning (1938)
- Homicide Bureau (1939)
- Flying G-Men (1939)
- Death of a Champion (1939)
- First Love (1939)
- Emergency Squad (1940)
- Parole Fixer (1940)
- Women Without Names (1940)
- Opened by Mistake (1940)
- Golden Gloves (1940)
- Dancing on a Dime (1940)
- The Monster and the Girl (1941)
- The Flame of New Orleans (1941)
- San Antonio Rose (1941)
- Melody Lane (1941)
- Hellzapoppin' (1941)
- Don't Get Personal (1942)
- Jail House Blues (1942)
- What's Cookin'? (1942)
- You're Telling Me (1942)
- Almost Married (1942)
- Pardon My Sarong (1942)
- Keep 'Em Slugging (1943)
- Cowboy in Manhattan (1943)
- What We Are Fighting For (1942-1943)
- Get Hep to Love (1942)
- How's About It (1943)
- Hi'ya, Chum (1943)
- Hi, Buddy (1943)
- Mister Big (1943)
- Get Going (1943)
- Frontier Badmen (1943)
- Fired Wife (1943)
- Crazy House (1943)
- Son of Dracula (1943)
- Her Primitive Man (1944)
- Follow the Boys (1944)
- Can't Help Singing (1944)
- Shady Lady (1945)
- Tangier (1946)
- The Red Stallion (1947)
- The Flame (1947)
- Blonde Ice (1948)
- The Green Promise (1949)
- Out There (1951)
- A Lady's Companion (1951)
- A Mansion for Jimmy (1952)
- Gruen Guild Playhouse (1952)
- The Unexpected (1952)
- Fireside Theatre (1952-1953)
- The Schaefer Century Theatre (1952)
- Abbott and Costello Go to Mars (1953)
- Split Second (1953)
- Lux Video Theatre (1953)
- Cavalcade of America (1953)
- The Pepsi-Cola Playhouse (1953-1954)
- Four Star Playhouse (1954)
- The Colgate Comedy Hour (1955)
- Bride and Groom (1957–1958)
- The Big Payoff (1958)
- It Happened to Jane (1959)
- The Millionaire (1960)
- The Marriage-Go-Round (1961)
- The Barbara Stanwyck Show (1961)
- Bye Bye Birdie (1963)